# Rozkład dwupunktowy
Rozkład dwupunktowy – dyskretny rozkład prawdopodobieństwa, w którym zmienna losowa przyjmuje tylko dwie różne wartości. Jest on na przykład rezultatem doświadczenia (zwanego próbą Bernoulliego), w wyniku którego określone zdarzenie A wystąpi lub nie wystąpi.
Szczególnym przypadkiem jest rozkład zero-jedynkowy, w którym zdarzeniom elementarnym wchodzącym w skład zdarzenia A przyporządkowana jest wartość 1 zmiennej losowej, a innym zdarzeniom elementarnym liczba 0.